# Dans tes rêves
Ne doit pas être confondu avec Dans ses rêves.
Pour plus de détails, voir Fiche technique et Distribution.
Dans tes rêves est un film français réalisé par Denis Thybaud, sorti en 2005.

## Synopsis
Ixe est un jeune rappeur prometteur dont la réputation ne dépasse pas encore les quelques rues de son quartier. Avec toute sa bande et soutenu par Keuj, un coiffeur apprenti-producteur, il tente de participer à des concerts et cherche à percer dans le milieu de la musique, au grand dam de sa mère qui souhaiterait le voir embrasser une carrière plus conventionnelle à la Poste.

## Fiche technique
Sauf indication contraire, les informations mentionnées dans cette section peuvent être confirmées par la base de données cinématographiques IMDb,  présente dans la section « Liens externes ».
- Réalisateur : Denis Thybaud
- Scénario : Denis Thybaud, Oxmo Puccino, Diastème et Laurence Touitou
- Musique : Stéphane Saunier
- Directeur de la photographie : Myriam Vinocour
- Montage : Chantal Hymans
- Distribution des rôles : Nathalie Cheron
- Création des décors : Philippe Chiffre
- Décorateur de plateau : Valérie Chemain
- Création des costumes : Nadia Chmilevsky et Dominique Serret
- Producteur : Pascal Houzelot
- Sociétés de production : Mosca Films, coproduit par Studiocanal, France 2 Cinéma, avec la participation de Natexis Banques Populaires Images, du CNC et de Canal+
- Distribution : Mars Distribution (France)
- Pays de production :  France
- Genre : comédie dramatique
- Langue originale : français
- Durée : 95 minutes
- Budget : 5,33 millions d'euros
- Format : 2,35:1 - Cinémascope - couleur - 35 mm - son Dolby SRD
- Dates de sortie[1] : 
  - France : 13 avril 2005
  - Belgique : 3 août 2005

## Distribution
- Disiz : Ixe (crédité sous son vrai nom, Sérigne M'Baye)
- Blandine Bury : Soraya
- Vincent Elbaz : Ben
- Édouard Montoute : Keuj
- Béatrice Dalle : Ava
- Léa Drucker : Jenny
- Simon Abkarian : Wilson
- Jean-Pierre Cassel : Mike
- Firmine Richard : Nicaise
- Alex Descas : Mojo
- Khalid Maadour : Belly
- Tony Mpoudja : Gun
- Gianni Giardinelli : commerçant de la boutique de matériel de concert
- Ali Karamoko : Bishop
- Simon Buret : Régis

## Production
Le film est à l'origine une idée du producteur Pascal Houzelot. Le script évolue pendant plusieurs années jusqu'à l'arrivée de Denis Thybaud qui en écrit une version définitive. :

« Il ne s'agissait en aucun cas de faire un film ghetto sur un genre musical, mais de retracer un parcours humain dans un contexte d'aujourd'hui. Il n'était pas question d'en faire un conte de fées où de gentils rappeurs gagnent à la fin, mais de faire découvrir un univers concret au-delà des clichés. »

— Denis Thybaud, réalisateur et scénariste
Outre l'apport d'Oxmo Puccino et de Disiz, Denis Thybaud s'est appuyé sur les conseils de Kool Shen :

« Nous avons passé une semaine chez lui à faire des lectures pour corriger des expressions, des détails purement techniques, et c'est lui qui m'a mis en contact avec les danseurs. Sa femme a fait la chorégraphie et il a composé les cinq morceaux de rap originaux. Il m'a également fait découvrir Madizm et Sec.Undo, un duo producteur de musique, dingue de cinéma américain, avec qui il venait de terminer son album solo. »

— Denis Thybaud
Le tournage a lieu à Paris, notamment dans les Studios Paris Est, dans les 10e et 18e arrondissements (rue des Poissonniers). Les scènes de concerts ont été tournées au théâtre des Bouffes-du-Nord dans le 10e arrondissement.

## Bande originale
La bande originale du film contient des chansons inédites, des freestyles du personnage incarné par Disiz ainsi que des chansons d'artistes anglophones.
| 1.  | Dans Tes Rêves             |                                    | Disiz La Peste                           | 3:04 |
| 2.  | Nos Pires Ennemis          | Madizm & Sec.Undo                  | Kool Shen feat. Disiz La Peste           | 3:26 |
| 3.  | Combien De Sacrifices      |                                    | Al Peco & Kazkami                        | 3:55 |
| 4.  | Alcooliques                |                                    | Treyz (Fuck Dat) & James Deano           | 3:35 |
| 5.  | La Limite, Le Ciel         |                                    | Nubi (Futuristiq) & Kennedy              | 4:27 |
| 6.  | Tu Dois Rendre Des Comptes |                                    | Disiz La Peste, Athena & Flag (Fuck Dat) | 4:11 |
| 7.  | On t'enterre vite          |                                    | Jaka, Dayen, Alcide H (Serum)            | 4:02 |
| 8.  | Mon Quartier, Mon Ghetto   |                                    | Ixe (Disiz)                              | 4:11 |
| 9.  | Gun                        |                                    | Gun (T. Mpoudja)                         | 3:03 |
| 10. | Freestyle Scène            |                                    | Ixe (Disiz)                              | 2:12 |
| 11. | Le Zoo                     |                                    | Ixe (Disiz)                              | 2:07 |
| 12. | Explicit                   |                                    | Ixe (Disiz)                              | 3:06 |
| 13. | Rock Star                  | The Neptunes                       | N.E.R.D                                  | 4:21 |
| 14. | The Message                | Duke Bootee, Sylvia Robinson       | Grandmaster Flash and the Furious Five   | 3:10 |
| 15. | Paid In Full               | Eric B. and Rakim                  | Eric B. and Rakim                        | 3:49 |
| 16. | Dowatchulike               |                                    | Digital Underground                      | 3:35 |
| 17. | Soulflower                 | J-Swift                            | The Pharcyde                             | 4:25 |
| 18. | Breathe In/Breathe Out     | Kanye West, Brian "All Day" Miller | Kanye West feat. Ludacris                | 4:08 |
| 19. | Rev An Mwen                |                                    | Admiral T                                | 4:32 |
| 20. | Little Love                | Simon Buret, Olivier Coursier      | AaRON                                    | 3:41 |
| 21. | I Can't Let You Go         |                                    | Bob Sinclar feat. Toy                    | 3:27 |